# Pardinho
Pardinho este un oraș în São Paulo (SP), Brazilia.